# Tracy Denean Sharpley-Whiting
Tracy Denean Sharpley-Whiting (1967) es una escritora, editora y académica feminista estadounidense y distinguida profesora de francés en el Departamento de Francés e Italiano de la Facultad de Artes y Ciencias de la Universidad de Vanderbilt. También es la Directora del Instituto de Estudios Afroamericanos y de la Diáspora de la misma casa de estudios, así como también del WT Bandy Center for Baudelaire y Modern French Studies. Es editora de The Speech: Race and Barack Obama's "A More Perfect Union" y de la revista académica Palimpsest: A Journal on Women, Gender, and the Black International.
Michael Eric Dyson la describió como «una estrella en ascenso entre los intelectuales públicos negros» y «uno de los teóricos raciales más brillantes y prolíficos del país». Sharpley-Whiting fue nombrada como una de las 100 jóvenes líderes de la comunidad afroamericana por The Root, una revista en línea fundada por el investigador Henry Louis Gates Jr. En 2006, recibió la Medalla Horace Mann de la Universidad Brown.
Sharpley-Whiting recibió el doctorado en Estudios Franceses de Brown en 1994. Su libro, Pimps Up, Ho's Down: Hip Hop's Hold on Young Black Women, recibió el Premio Emily Toth al Mejor Trabajo Individual por uno o más autores en Cuestiones de la mujer en la cultura popular y estadounidense en un año específico, otorgado por la Popular Culture Association/American Culture Association. En septiembre de 2007, Sharpley-Whiting testificó ante el Congreso en la audiencia titulada From Imus to Industry: The Business of Stereotypes and Degrading Images (en español: Imus a la industria: el negocio de los estereotipos y las imágenes degradantes). Es parte del Consejo Ejecutivo de la Asociación de Lenguas Modernas.

## Obras

### Como autora única
- Sharpley-Whiting, Tracy Denean (1998). Frantz Fanon: Conflicts and Feminisms. Lanham, Maryland: Rowman & Littlefield. ISBN 9780847686391.
- Sharpley-Whiting, Tracy Denean (1999). Black Venus: Sexualized Savages, Primal Fears, and Primitive Narratives in French. Durham, N.C: Duke University Press. ISBN 9780822323402.
- Sharpley-Whiting, Tracy Denean (2002). Negritude Women. Minneapolis: University of Minnesota Press. ISBN 9780816636808.
- Sharpley-Whiting, Tracy Denean (2007). Pimps Up, Ho's Down: Hip Hop's Hold on Young Black Women. New York: New York University Press. ISBN 9780814740644.

### Editados y coeditados
- Sharpley-Whiting, Tracy Denean; Leitch, Vincent B; Cain, William E; Finke, Laurie A; Johnson, Barbara E; McGowan, John; Williams, Jeffrey J (2010). The Norton anthology of theory and criticism. New York London: W.W. Norton & Co. ISBN 9780393932928.
- Sharpley-Whiting, Tracy Denean (2009). The Speech: Race and Barack Obama's "A More Perfect Union". New York: Bloomsbury. ISBN 9781596916678.
- Sharpley-Whiting, Tracy Denean (Translator); Nardal, Paulette (Author) (2009). Beyond negritude : essays from Woman in the city. Albany: SUNY Press. ISBN 9781438429465.
- Sharpley-Whiting, Tracy Denean; James, Joy (2000). The Black feminist reader. Oxford, UK Malden, Mass: Blackwell. ISBN 9780631210078.
- Sharpley-Whiting, Tracy Denean (Editor); White, Renée T (Editor); Sandoval, Chela (Foreword) (1997). Spoils of War: Women of Color, Cultures, and Revolutions. Lanham: Rowman & Littlefield. ISBN 9780847686056.
- Sharpley-Whiting, Tracy Denean; Gordon, Lewis; White, Renée T (1996). Fanon: a critical reader. Oxford Cambridge, Mass: Blackwell Publishers. ISBN 9781557868961.